# Pernilla Bowall
Anna Pernilla Bowall (* 16. August 1972 in Tuve, heute Teil von Göteborg) ist eine ehemalige schwedische Fußballspielerin.

## Karriere

### Vereine
Bowall spielte im Seniorinnenbereich ausschließlich für den in Mölndal ansässigen Jitex BK/JG 93 in der Damallsvenskan, der höchsten Spielklasse im schwedischen Frauenfußball. Mit dem Abstieg ihrer Mannschaft 1997 beendete sie auch ihre Spielerkarriere.

### Nationalmannschaft
Bowall kam zunächst für die Nachwuchsnationalmannschaft des SvFF der Altersklasse U16 in sieben Länderspielen zum Einsatz. Sie debütierte als Nationalspielerin am 29. Juni 1988 bei der 1:2-Niederlage gegen die U16-Nationalmannschaft Norwegens im Nordischen Turnier in Vildbjerg. In zwei weiteren Turnierspielen kam sie am 30. Juni und am 2. Juli 1988 beim 2:0-Sieg über die U16-Nationalmannschaft Finnlands und bei der 0:3-Niederlage gegen die U16-Nationalmannschaft Dänemarks zum Einsatz. Auch im Folgejahr war sie mit ihrer Mannschaft im Nordischen Turnier vertreten und bestritt vom 18. bis zum 23. Juli 1989 vier Spiele (1:0 vs. Dänemark, 4:0 vs. Finnland, 1:0 vs. Niederlande, 1:2 vs. Norwegen).
Für die U21-Nationalmannschaft war sie vom 2. April 1991 bis zum 11. November 1993 in 24 Länderspielen präsent. Ihr Debüt gab sie im ersten von vier Turnierspielen auf der ukrainischen Halbinsel Krim am 2. April 1991 gegen die U21-Nationalmannschaft Frankreichs (0:1) mit den anschließenden Begegnungen Japans (2:2 am 3. April) und Jugoslawiens (3:2 am 5. April) und Englands (2:0 am 7. April) im Stadion „Druzhba“. Danach folgten 20 in Freundschaft ausgetragene Länderspiele (14 S, 5 U, 1 N) in denen ihre Mannschaft einzig am 10. April 1993 der US-amerikanischen U21-Nationalmannschaft mit 1:2 in Montauban unterlegen war. Ihr einziges Länderspieltor erzielte sie am 4. April 1992 beim 3:0-Sieg über die U21-Nationalmannschaft Ungarns mit dem Treffer zum 2:0.
Für die A-Nationalmannschaft debütierte sie am 17. März 1994 beim 3:0-Sieg über die Nationalmannschaft Portugals in Olhão im ersten Spiel der Gruppe A bei der Turnierpremiere um den Algarve-Cup als Einwechselspielerin ab der 84. Minute. Das Turnier beendete sie im Spiel um Platz 3, beim 1:0-Sieg über die Nationalmannschaft Dänemarks, am 20. März 1994 in Loulé. Anschließend kam sie in zwei Begegnungen mit der US-amerikanischen Nationalmannschaft zum Einsatz, gegen die sie zweimal mit 0:3 – in San Antonio und Houston – unterlegen war. Ihre letzten drei A-Länderspiele bestritt sie im Turnier um den Algarve-Cup 1996 (2 Spiele Gruppe B und Finale am 17. März in Quarteira). Im Finale, das mit 0:4 gegen die Nationalmannschaft Norwegens verloren wurde, kam sie in der 88. Minute für Ulrika Kalte ins Spiel. Sie gehörte ferner dem Kader für das olympische Fußballturnier 1996 an, wurde im Turnierverlauf jedoch nicht eingesetzt.

## Erfolge
- Algarve-Cup-Finalistin: 1996